# Aleksandros Margaritis
Aleksandros Margaritis (ur. 20 września 1984 w Bonn) – grecki kierowca wyścigowy.

## Kariera
Margaritis rozpoczął karierę w wyścigach samochodowych w roku 2000, od startów w Formule BMW ADAC. Z dorobkiem 8 punktów ukończył sezon na dziewiętnastej pozycji w klasyfikacji generalnej. Rok później był ósmy w tej serii. W późniejszych latach startował także w Europejskim Pucharze Formuły Renault 2000, Włoskiej Formule Renault, Niemieckiej Formule Renault, Formule 3 Euro Series, FIA GT Championship, Deutsche Tourenwagen Masters, FIA GT3 European Cup, FIA GT1 World Championship, ADAC GT Masters oraz w VLN Endurance. W Formule 3 Euro Series startował w latach 2003-2004. W 2003 roku stanął raz na podium. W obu sezonach został sklasyfikowany na trzynastym miejscu w klasyfikacji końcowej.

## Statystyki
| Sezon | Seria                                  | Zespół                               | Wyścigi | Zwycięstwa | PP | NO | Podium | Punkty | Pozycja |
| ----- | -------------------------------------- | ------------------------------------ | ------- | ---------- | -- | -- | ------ | ------ | ------- |
| 2000  | Formuła BMW ADAC                       | Frick Motorsport                     | 19      | 0          | 0  |    | 0      | 8      | 19      |
| 2001  | Formuła BMW ADAC                       | Team ZATO Competition                | 20      | 0          | 1  |    | 2      | 89     | 8       |
| 2002  | Niemiecka Formuła Renault              | Weigl Motorsport                     | 11      | 0          | 0  | 2  | 1      | 114    | 12      |
| 2002  | Formuła BMW ADAC                       | Weigl Motorsport                     | 4       | 2          | 2  | 2  | 2      | 44     | 14      |
| 2002  | Włoska Formuła Renault (edycja zimowa) |                                      | 4       | 0          | 0  |    | 3      | 65     | 3       |
| 2002  | Europejski Puchar Formuły Renault 2000 | MA-con Racing                        | 2       | 0          | 0  | 0  | 0      | 0      | NS      |
| 2003  | Formuła 3 Euro Series                  | MB Racing                            | 20      | 0          | 2  | 0  | 1      | 23     | 13      |
| 2003  | Masters of Formula 3                   | MB Racing Performance                | 1       | 0          | 0  | 0  | 0      | N/A    | 34      |
| 2004  | Formuła 3 Euro Series                  | Opel Team KMS                        | 18      | 0          | 0  | 0  | 0      | 18     | 13      |
| 2004  | Formuła 3 Euro Series                  | AB Racing Performance                | 18      | 0          | 0  | 0  | 0      | 18     | 13      |
| 2004  | FIA GT Championship                    | Konrad Motorsport                    | 2       | 0          | 0  | 0  | 0      | 0      | NS      |
| 2004  | Masters of Formula 3                   | Vitaphone Racing                     | 1       | 0          | 0  | 0  | 0      | N/A    | 21      |
| 2005  | DTM                                    | Mücke Motorsport                     | 11      | 0          | 0  | 0  | 0      | 0      | NS      |
| 2006  | DTM                                    | Persson Motorsport                   | 10      | 0          | 0  | 0  | 0      | 11     | 11      |
| 2007  | DTM                                    | Stern AMG Mercedes                   | 10      | 0          | 0  | 0  | 0      | 16     | 10      |
| 2008  | FIA GT - GT1                           | Phoenix Carsport Racing              | 1       | 0          | 0  | 0  | 0      | 0      | NS      |
| 2010  | FIA GT1 World Championship             | Triple H Team Hegersport             | 18      | 0          | 0  | 0  | 6      | 84     | 7       |
| 2010  | FIA GT1 World Championship             | Triple H Team Hegersport             | 18      | 0          | 0  | 0  | 6      | 84     | 7       |
| 2010  | FIA GT3 European Cup                   | 1                                    | 0       | 0          | 0  | 0  |        | 13     |         |
| 2011  | ADAC GT Masters                        | Liqui Moly Team Engstler             | 16      | 4          | 2  | 1  | 7      | 189    | 1       |
| 2011  | 24h Nürburgring - SP9 GT3              | Heico Motorsport                     | 1       | 0          | 0  | 0  | 0      | N/A    | 5       |
| 2012  | ADAC GT Masters                        | Schöner Wohnen Polarweiss Team Heico | 16      | 0          | 0  | 0  | 0      | 46     | 18      |
| 2012  | 24h Nürburgring - SP9 GT3              | Hankook-Team Heico                   | 1       | 0          | 0  | 0  | 0      | N/A    | NS      |
| 2012  | VLN Endurance                          |                                      |         |            |    |    |        | 8,85   | 560     |